# Etossuximida
Etossuximida, vendido sob a denominação comercial Zarontin, entre outros, é um medicamento utilizado para tratamento de crises de ausência. Pode ser usado isoladamente ou em combinação com outros medicamentos anticonvulsivantes, tais como o ácido valpróico. A etossuximida é administrada por via oral.
Os efeitos secundários geralmente são mínimos. Os mais comuns podem estar associados a perda de apetite, dor abdominal, diarreia e cansaço. Os efeitos secundários mais graves incluem pensamentos suicidas, diminuição de células sanguíneas e lúpus eritematoso. Não se sabe ao certo se o seu uso durante o período de gestação ou com menos de três anos, é ou não seguro para o bebé. A etossuximida pertence à família de medicamentos succinimida. Não se sabe exactamente como é que funciona.
A etossuximida foi aprovada para uso médico nos Estados Unidos, em 1960. Consta na Lista de Medicamentos Essenciais da Organização Mundial de Saúde, considerados os mais eficazes e seguros para responder às necessidades de um sistema de saúde. A etossuximida encontra-se disponível como medicamento genérico. O seu preço de venda no mundo em desenvolvimento é de cerca de 27.77 USD por mês. Nos Estados Unidos, o seu preço em 2016 era de cerca de 41.55 USD por mês, cada dose única.